# 조른도르프 전투
조른도르프 전투는 7년 전쟁 중 벌어진 전투로 1758년 8월 25일 벌어졌다. 전장은 프로이센의 조른도르프(지금의 폴란드 사르비노보(Sarbinowo) 마을 근교이다.
1758년 8월 윌리엄 페르모르(William Fermor) 휘하의 러시아 군 43,000명은 베를린(Berlin)으로부터 100km 떨어진 곳까지 진군하였고, 다운(Daun) 원수 휘하의 오스트리아군과 합류하려 하였다. 프로이센의 프리드리히 2세(Frederick II of Prussia)는 양군이 합류하면 베를린이 함락될 수 있다고 우려하였고, 이들의 계획을 저지하려 하기 위해 러시아군의 후방으로 접근하였다. 그때 쿠스트린(Küstrin)을 공략하고 있던 페르모르는 코사크(Cossack) 부대로부터 프로이센군의 움직임을 보고받았다. 러시아군은 공성전을 포기하고 쿠스트린에서 10km 동남쪽으로 떨어진 조른도르프의 유리한 위치를 장악하였다.
8월 25일 프리드리히의 부대는 어린 징집 병들만으로 구성된 러시아의 "정찰 부대"(observation corps)를 공격하였다. 러시아군은 프리드리히 빌헬름 폰 자이드리츠(Friedrich Wilhelm von Seydlitz)가 지휘하는 유명한 기병대가 다시금 공격할 때까지 진형을 유지하려 하였다. 러시아 기병대는 프로이센군과 격돌하였으나 패하였고, 러시아 보병 진열 쪽으로 궤주하였다. 그러나 러시아군은 자욱한 먼지와 포연으로 인하여 이들을 프로이센 기병대로 오인하여 포격을 개시하였다. 이때 프리드리히 대왕의 보병대는 러시아군의 좌익에 공격을 가하였다.
이윽고 계속된 전투에서 양측은 빠른 속도로 화약을 소비하여, 육박전을 벌이기 시작했다. 일부 러시아 분견대는 와인병을 들고 고통을 잊기 위해 일종의 마취제로 와인을 마셨다고 한다. 일부 프로이센 보병대는 피로한 모습을 보이기 시작했음에도 프리드리히는 이들을 이끌고 친히 공격에 나섰다. 전투는 동시대 사람들에 의해 18세기에 가장 피 튀기는 전투로 묘사되었다. 어떤 프로이센 장교는 "러시아인들의 피가 철철 넘쳐흘렀다. 우리가 러시아병사의 몸을 베자 그들은 대포에 널브러졌다. 그러나 그들은 여전히 전장에서 물러서려 하지 않았다."(bodies of Russians covered the field row by row; they kissed their cannons while their bodies were cut to pieces by our sabers, but still they would not retreat.) 전투 후에 프리드리히 대왕은 "러시아인을 죽이는 것은 쉬우나 그들에게 승리를 거두는 것은 어렵다."(it's easier to kill the Russians than to win over them.)라는 유명한 말을 남겼다.
치열한 격전은 밤이 될 때까지 계속되었다. 이때 러시아의 정찰 부대의 80%가 전사하였다. 양측의 사상자는 32%로 여겨진다. 프로이센군은 12,800명을 잃었고 러시아군은 18,000명 이상을 잃었다. 그러나 전투는 딱히 어느 쪽이 승리했다고 판단하기가 힘든 상황이었다. 러시아군은 다음날까지 전장에 머물러 있었지만 페르모르가 먼저 란츠베르크(Landsberg)로 퇴각했다. 러시아군의 퇴각은 러시아군이 그들의 동맹자인 오스트리아군과 합류하는 것을 저지하였고, 이에 따라 프리드리히 대왕은 전투에서 승리했다고 선언하였다. 그러나 아직도 많은 러시아 역사학자들은 이 전투의 승패에 대하여 의견이 분분하다.

## 더 읽어보기
- Koch, H.W. A History of Prussia. Barnes & Noble, Inc., 1993. ISBN 0-88029-158-3
- Konstam, Angus. Russian Army of the Seven Years War, Part 1. Osprey Publishing, 1996. ISBN 1-85532-585-3.
- Millar, Simon. Zorndorf 1758. Osprey Publishing, 2003. ISBN 1-84176-696-8.